# Ayishetu Adam
Ayishetu Adam (* 1962) ist eine ehemalige ghanaische Leichtathletin, die sich auf den Sprint spezialisiert hat.

## Sportliche Laufbahn
Der einzig bekannte Meisterschaftsantritt von Ayishetu Adam fand vermutlich im Jahr 1985 statt, als sie bei den Afrikameisterschaften in Kairo in 3:42,32 min gemeinsam mit Mary Mensah, Doris Wiredu und Veronica Bawuah die Bronzemedaille hinter den Teams aus Nigeria und Kenia gewann.